# Ordos (městská prefektura)
Ordos (mongolsky  ᠣᠷᠳᠣᠰ ᠬᠣᠲᠠ, čínsky v českém přepisu E er-tuo-s’, pchin-jinem È'ěrduōsī, znaky zjednodušené 鄂尔多斯, tradiční 鄂爾多斯) je městská prefektura v provincii Vnitřní Mongolsko v Čínské lidové republice.

## Poloha a doprava
Hranice městské prefektury vymezuje rozlohu 86 752 čtverečních kilometrů a zabírá většinu Ordoské plošiny. Na jihu hraničí s provinciemi Šen-si a Šan-si, na jihozápadě s chuejskou autonomní oblastí Ning-sia, na západě s Wu-chajem, na severozápadě s Alšá, na severu s Bajannurem, na severovýchodě s Pao-tchou a na východě s Chöch chotem.
Přes město prochází mj. železniční trať Peking – Pao-tchou.

## Demografie
K roku 2000 převažovali v Ordosu Chanové s 1,2 mil. obyvatel (88 %), následovali Mongolové s 155 tisíci (11 %) a Mandžuové s 3 tisíci (0,2 %).